# Obere Eselsmühle
Die Obere Eselsmühle ist ein Wohnplatz sowie ehemalige Mühle in Enkenbach-Alsenborn.

## Geographie
Die Obere Eselsmühle befindet sich am westlichen Rand des Stumpfwald. Sie gehört zum Ortsteil Enkenbach und befindet sich nördlich des Ortes entlang der Alsenz, die rund zwei Kilometer südöstlich innerhalb von Alsenborn entspringt. Zusammen mit der unmittelbar benachbarten Unteren Eselsmühle wird sie ebenso als zusammenhängender Weiler Eselsmühle betrachtet. In der nächsten Umgebung befindet sich außerdem der als Naturdenkmal eingestufte Eselsmühlweiher.

## Architektur
Beim Ensemble handelt es sich um eine Hofanlage. Dabei sind sowohl Mühle als auch Wohnhaus unter einem Walmdach untergebracht. Im Kern wurde die Anlage mutmaßlich im 18. Jahrhundert errichtet; ihr gegenwärtiges Erscheinungsbild stammt hauptsächlich aus dem 19. Jahrhundert.

## Verkehr
Die Obere Eselsmühle liegt in unmittelbarer Nähe der Bundesstraße 48 sowie der Alsenztalbahn. Sie ist über eine Seitenstraße angebunden, die den Namen Obere Eselsmühle trägt und in die nach Alsenborn führende Kreisstraße 43 mündet.

## Tourismus
Auf Höhe der Oberen Eselsmühle beginnt ein Wanderweg, der mit einem weiß-grünen Balken markiert ist und der über Fischbach sowie Esthal bis nach Maikammer führt. Unweit der früheren Mühle verläuft außerdem der Alsenz-Radweg.